# Louise Carletti
Pour les articles homonymes, voir Carboni et Carletti.
Louise Carletti, née Louise Armide Paule Carboni, est une actrice française, née le 27 février 1922 à Marseille (Bouches-du-Rhône) et morte le 10 mars 2002 à Boulogne-Billancourt (Hauts-de-Seine).

## Biographie

### Enfance
Née de parents acrobates dans une pension pour artistes, Louise Armide Paule Carboni appartient à une famille d'acrobates connue sous le nom « Les Carletti ». Son père est contorsionniste, sa mère trapéziste. Enfant de la balle, elle fait très jeune de la danse acrobatique.

### Carrière
De 1929 à 1937, elle effectue un numéro avec sa sœur Vickie, Victoria de son prénom de baptême, ultérieurement alias Carlettina. Jacques Feyder la remarque lors d'un numéro et l'engage en 1937. Elle tourne alors son premier film Les Gens du voyage (1938).
Elle enchaîne ensuite les films. Louise Carletti devient une vedette, jouant autant des rôles comiques que dramatiques.
À l'âge de vingt ans, elle participe au film Annette et la dame blonde, une comédie avec les acteurs Henri Garat (ou parfois Henry Garat), Mona Goya et Georges Rollin.
Elle est active de 1937 à 1965 au cinéma.

### Vie privée
En décembre 1955, à 33 ans, elle épouse le réalisateur Raoul André. Cependant elle joue encore dans quelques films, jusqu'à Mission spéciale à Caracas en 1965. Ses fans gardent le souvenir d'une jeune actrice photogénique, gentille et sympathique. Raoul, son mari, succombe en 1992 des suites d'un cancer.
Louise Carletti a une fille, Ariane Carletti, qui est connue du grand public comme une partenaire de Dorothée. Sa sœur, Victoria Carletti dite Carlettina est aussi actrice.
Sa petite-fille, Éléonore Sarrazin, la fille d'Ariane Carletti et de Rémy Sarrazin, choisit également de devenir comédienne. La ressemblance entre Louise et Éléonore (Sabrina dans le feuilleton télévisé Plus belle la vie) est étonnamment frappante, tant dans les traits que dans la pétulance.[réf. nécessaire]
Louise Carletti meurt le 10 mars 2002 à Boulogne-Billancourt, peu après son 80e anniversaire. Elle est inhumée dans le caveau familial au cimetière nouveau de Boulogne-Billancourt (4e division, tombe 732).
Sa fille Ariane Carletti meurt le 3 septembre 2019, elle est inhumée aux côtés de sa mère et de son père Raoul André.

## Filmographie
- 1937 : Les Gens du voyage de Jacques Feyder : Suzanne Barlay
- 1938 : Terre de feu de Marcel L'Herbier : Renata
- 1939 : Terra di fuoco de Giorgio Ferroni et Marcel L'Herbier, version italienne du précédent
- 1939 : L'Esclave blanche de Marc Sorkin : Sheyla
- 1939 : Jeunes Filles en détresse de Georg Wilhelm Pabst: Margot
- 1939 : L'Enfer des anges de Christian-Jaque : Lucette
- 1939 : Macao, l'enfer du jeu de Jean Delannoy : Jasmine
- 1940 : Le Diamant noir de Jean Delannoy : Nora
- 1941 : Le Club des soupirants de Maurice Gleize : Daisy
- 1941 : Nous les gosses de Louis Daquin : Mariette Roset
- 1942 : Annette et la dame blonde de Jean Dréville : Annette Barnavon
- 1942 : Des jeunes filles dans la nuit de René Le Hénaff : Yvonne
- 1942 : Patricia de Paul Mesnier : Patricia
- 1942 : L'assassin a peur la nuit de Jean Delannoy : Monique
- 1942 : Mademoiselle Béatrice de Max de Vaucorbeil : Jeanette
- 1945 : Nous ne sommes pas mariés de Bernard Roland : Simone
- 1946 : L'Ennemi sans visage de Robert-Paul Dagan et Maurice Cammage : Arlette
- 1946 : Le Village de la colère de Raoul André
- 1946 : L'Homme traqué de Robert Bibal
- 1947 : Fausse Identité d'André Chotin : Juliette
- 1947 : La Renégate de Jacques Séverac : Conchita
- 1948 : L'assassin est à l'écoute de Raoul André : Louise Josèphe
- 1950 : Une fille à croquer de Raoul André : Rose Chaperon
- 1954 : Marchandes d'illusions de Raoul André : Marcelle
- 1954 : Les pépées font la loi de Raoul André : Christine
- 1955 : Les Pépées au service secret de Raoul André :
- 1955 : Les Indiscrètes de Raoul André : Hélène
- 1957 : Ah ! Quelle équipe de Roland Quignon : Marie-Lou
- 1962 : La Planque de Raoul André : Giselle
- 1965 : Mission spéciale à Caracas de Raoul André : Martine de Lainville